# Bisdom San Carlos de Venezuela
Het bisdom San Carlos de Venezuela (Latijn: Dioecesis Sancti Caroli in Venetiola) is een rooms-katholiek bisdom met als zetel San Carlos, in Venezuela. Het bisdom is suffragaan aan het aartsbisdom Valencia en Venezuela. 

## Geschiedenis
Het bisdom werd opgericht op 16 mei 1972, uit delen van het bisdom Valencia en Venezuela, en was suffragaan aan het aartsbisdom Caracas. Op 12 november 1974 veranderde het van kerkprovincie en werd suffragaan aan het nieuw verheven aartsbisdom Valencia en Venezuela. 

## Parochies
Het bisdom had in 2022 een oppervlakte van 14.800 km2 en telde 370.000 inwoners waarvan 95,7% rooms-katholiek was.

## Bisschoppen
- Medardo Luis Luzardo Romero (16 mei 1972 - 20 augustus 1979)
- Antonio Arellano Durán (3 juni 1980 - 27 december 2002)
- Tomás Jesús Zárraga Colmenares (27 december 2002 - 10 november 2014)
  - Reinaldo del Prette Lissot (apostolisch administrator: 5 maart 2014 - 25 juni 2016)
- Polito Rodríguez Méndez (8 april 2016 - heden)

Valencia en Venezuela (aartsbisdom) · Maracay · Puerto Cabello · San Carlos de Venezuela